# Горст Файстель
Горст Файстель (30 січня 1915 — 14 листопада 1990) — видатний криптограф ХХ-го століття, працював над розробкою алгоритмів шифрування у компанії IBM. Його праці стали основою для тепер застарілого стандарту шифрування даних DES у 1970-х.

## Біографія
Файстель народився у Берліні у 1915 році. Переїхав у США у 1934. Під час Другої світової війни його посадили під домашній арешт, але врешті-решт він здобув американське громадянство 31 січня 1944.
Здобув ступінь бакалавра у МІТ, а ступінь магістра - у Гарварді, обидва у галузі фізики.
Здобувши дозвіл на роботу в США, він працював у МІТ у лабораторії Лінкольна. Потім змінив місце праці на IBM, де здобув нагороду за роботу у галузі криптографії. Його дослідження привели до розробки алгоритму шифрування Люцифер і стандарту шифрування DES. Файстель був одним із перших неурядових дослідників у галузі алгоритмів блочного шифрування.
На честь Файстеля названо стандартний метод створення блочних алгоритмів шифрування - Мережа Файстеля.

## Додатково
- Мережа Файстеля

## Зовнішні посилання
- Коротка біографії (IBM)